# فرخ مظهری
فرخ مظهری (زاده ۲۶ بهمن ۱۳۲۸ در اصفهان) نوازندهٔ تار، سه تار، عود، تنبک و پیانو اهل ایران است.

## زندگی‌نامه و فعالیت‌هنری
فرخ مظهری متولد ۱۳۲۸ در اصفهان است. او از آموزش‌های علی اکبر خان شهنازی، نورعلی برومند و هوشنگ ظریف بهره برده‌است. او همچنین با ارکستر فارابی به سرپرستی حسین دهلوی همکاری کرده‌است. مظهری مسئول آرشیو موسیقی در کتابخانه پارک لاله بود و همچنین از اعضای گروه‌های چاوش، گروه شیدا و گروه عارف بوده‌است.
او همچنین نوازنده تار گروه همنوازان شیدا (گروهی به سرپرستی محمدرضا لطفی) است.

## آثار
- آلبوم بیداد به‌همراه گروه‌های شیدا و عارف با صدای محمدرضا شجریان
- آلبوم دستان به همراهی پرویز مشکاتیان و با صدای محمدرضا شجریان
- شرکت در آثار گروه همنوازان شیدا به سرپرستی محمدرضا لطفی (به عنوان مثال وطنم ایران، یادواره عارف قزوینی، هنر گام زمان، یادواره استاد نورعلی برومند، مجموعه‌های چاووش و…)

## نگارخانه

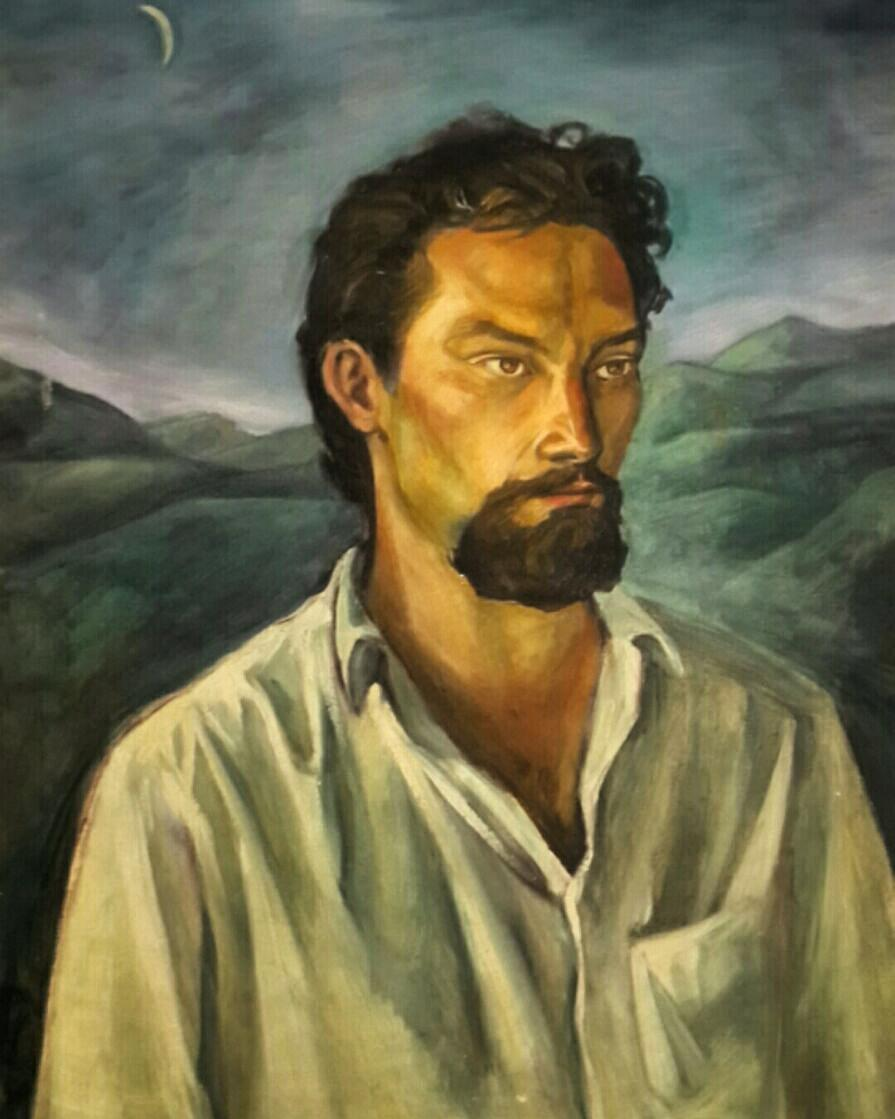
پرتره‌ای از فرخ مظهری که توسط همسر او نیلوفر قادری نژاد  کشیده شده‌است
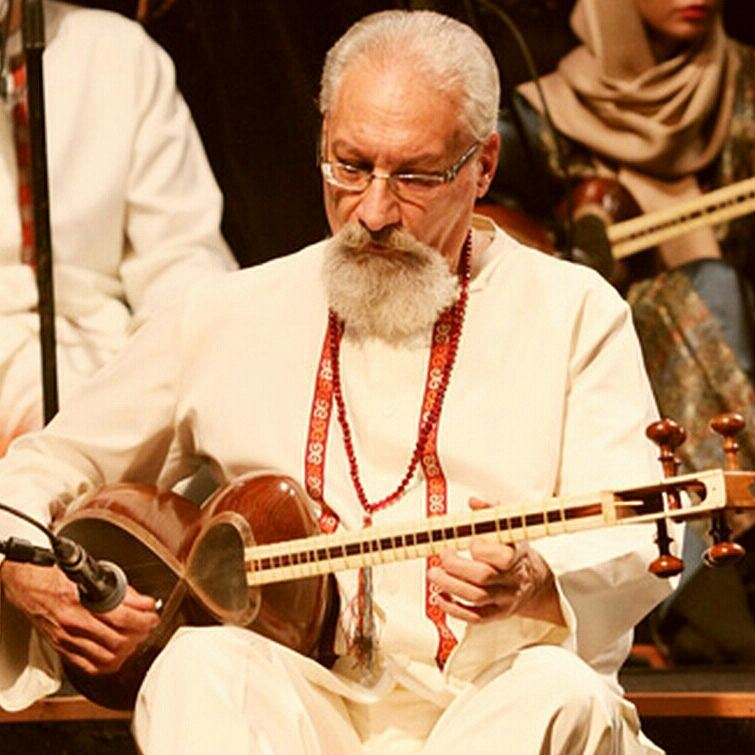
مظهری در کنسرت هنر گام زمان که در سالن میلاد نمایشگاه بین‌المللی تهران برگزار شده‌است.
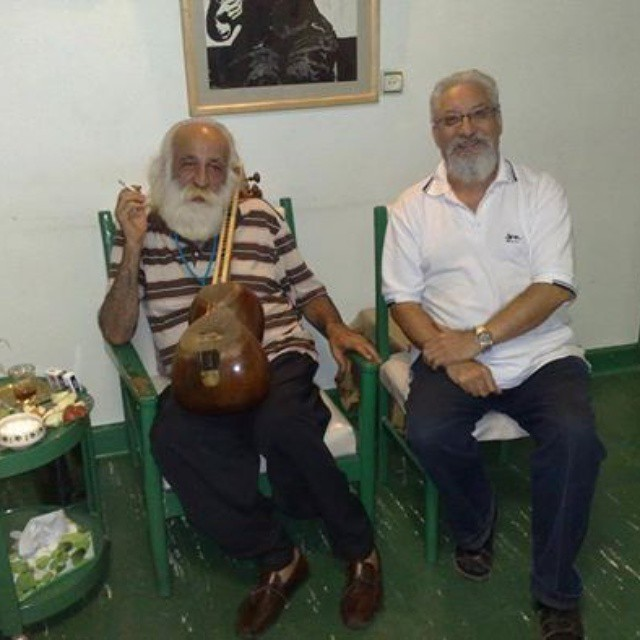
مظهری در کنار محمد رضا لطفی در مکتب خانه میرزا عبدالله
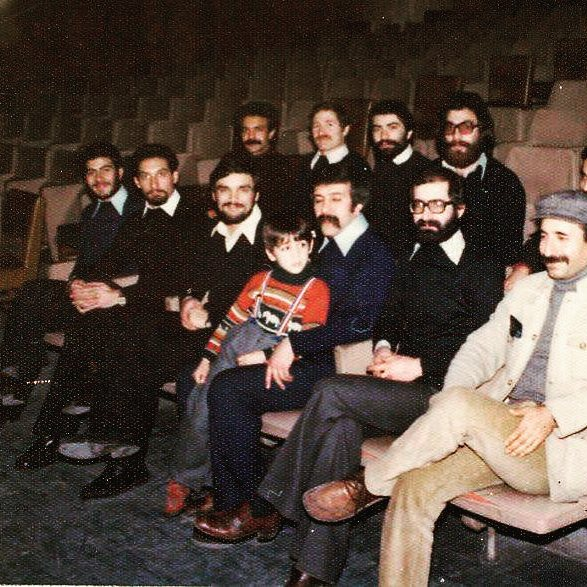
اجرای کنسرت گروه عارف در سفارت ایتالیا. مظهری نفر دوم از چپ پایین و علیزاده نفر سوم از چپ